# Transport ferroviaire en Mauritanie

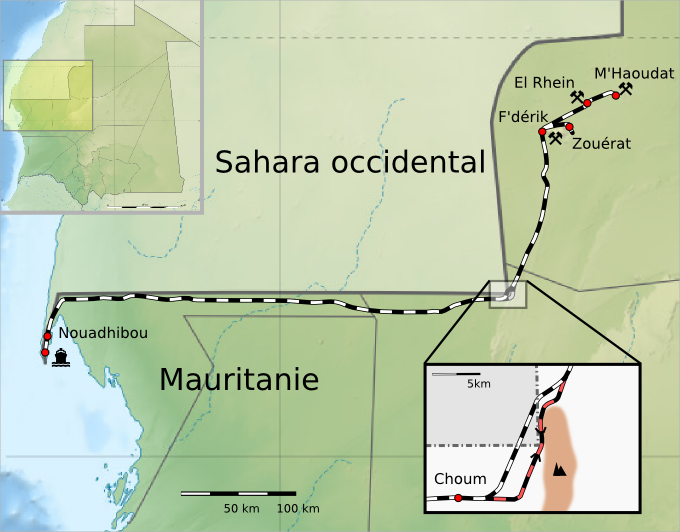
Tracé de la ligne

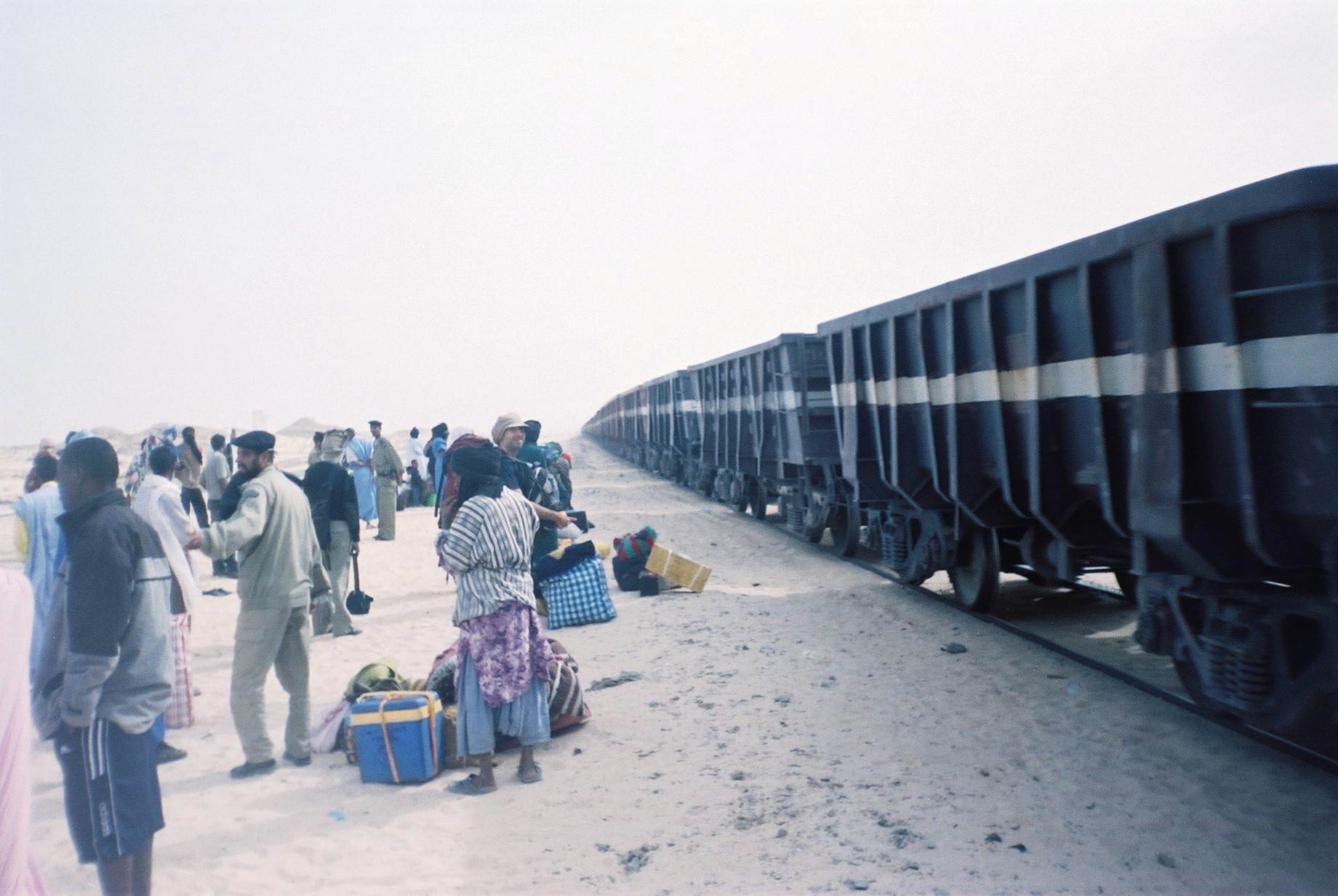
Train du chemin de fer de Mauritanie en gare de Nouadhibou

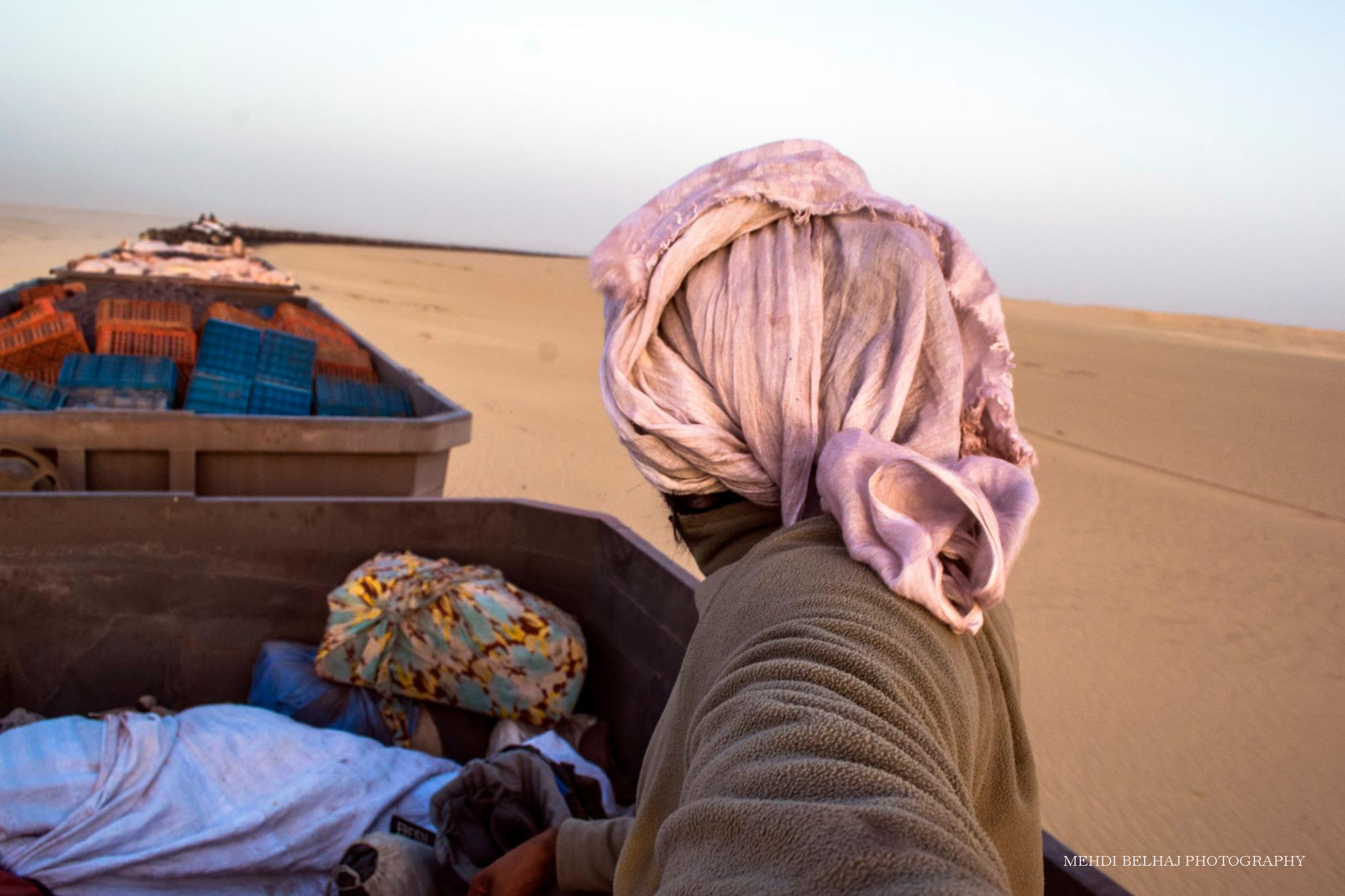
Transport du minerai de fer à travers le désert.

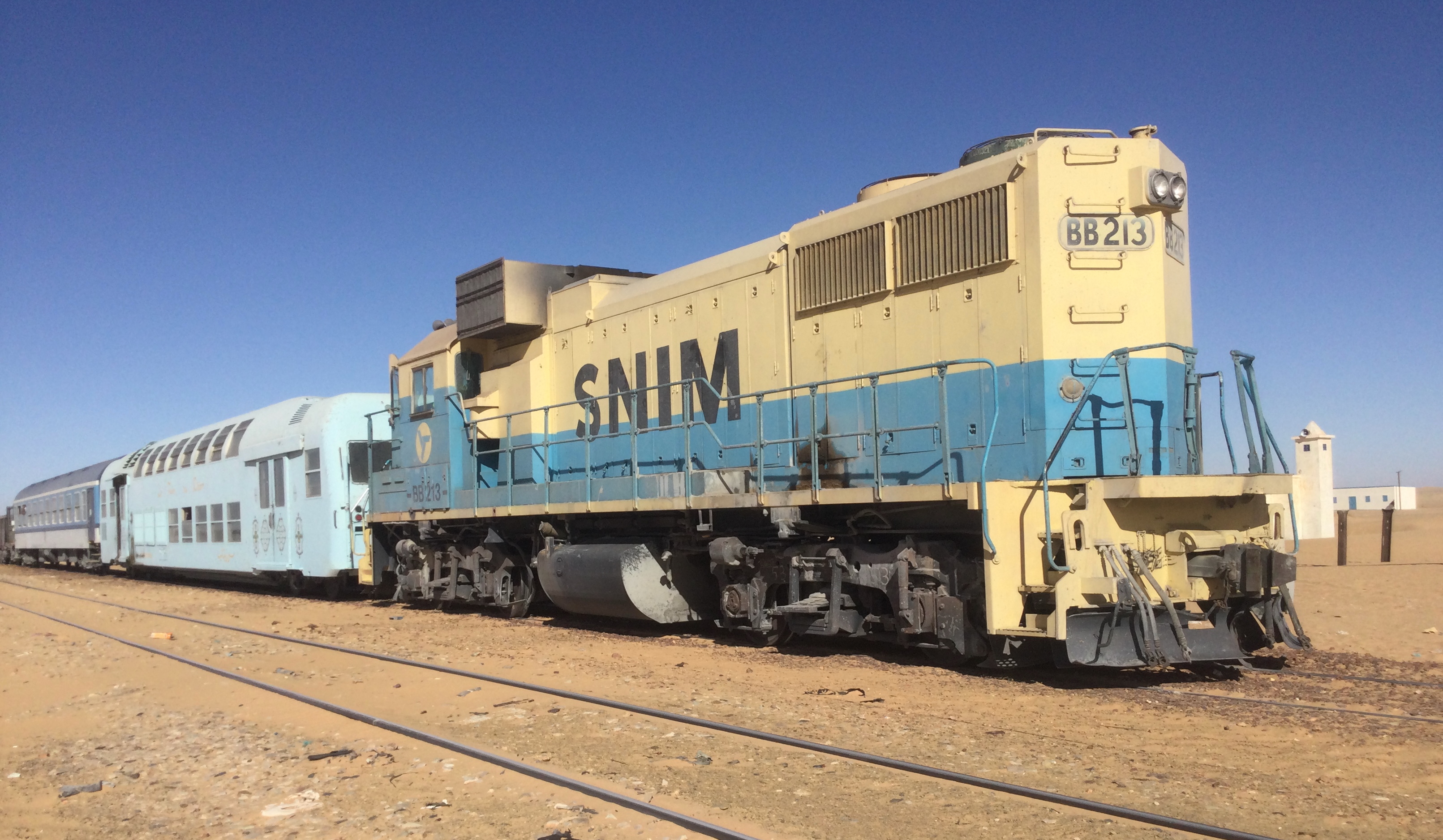
Arrêt de Ben-Amira (ou Ben-Amera). Train touristique, le train du désert. Avec une ancienne locomotive de construction française de la série BB de la société mauritanienne SNIM (Société nationale industrielle et minière). Une voiture bleu d'origine italienne et une ancienne voiture tchèque (inscription Ceské dráhy encore visible). Mars 2025.

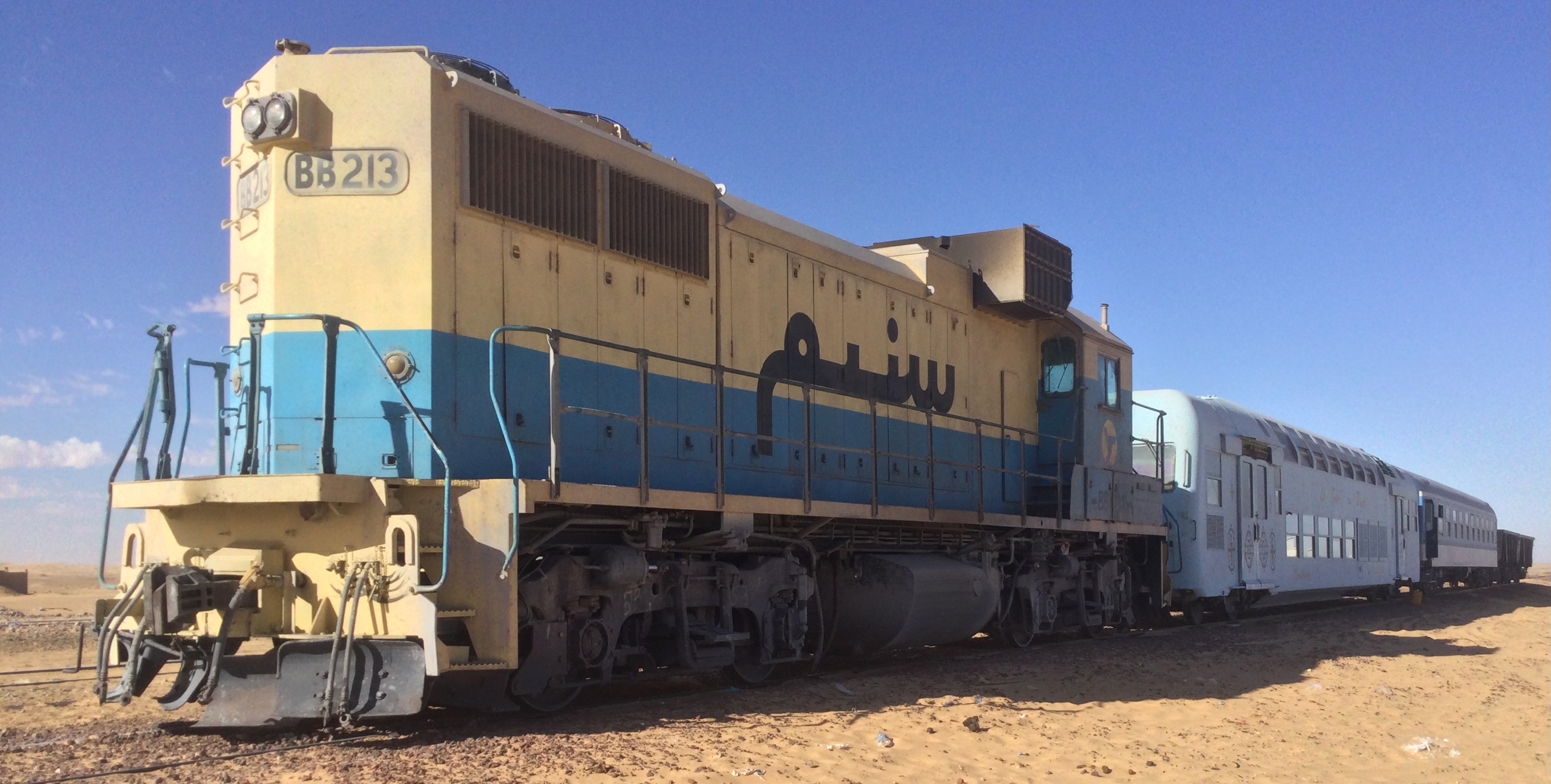
Arrêt de Ben- Amira. Train du désert. Train touristique circulant sur une petite partie des voies du train minier reliant Nouadhibou aux mines de Zouerate. Les deux voitures ne sont pas climatisées ni "luxueuses" (au sens européen). Mars 2024.

Le Transport ferroviaire en Mauritanie se limite à une ligne à voie unique, longue de 704 kilomètres qui relie les mines de fer de Zouerate au port minéralier de Nouadhibou. Cette ligne, à écartement standard, construite, par la France , pour la MIFERMA, et mise en service en 1963, est exploitée par une société publique, la Société nationale industrielle et minière (SNIM).

## Particularité de la ligne

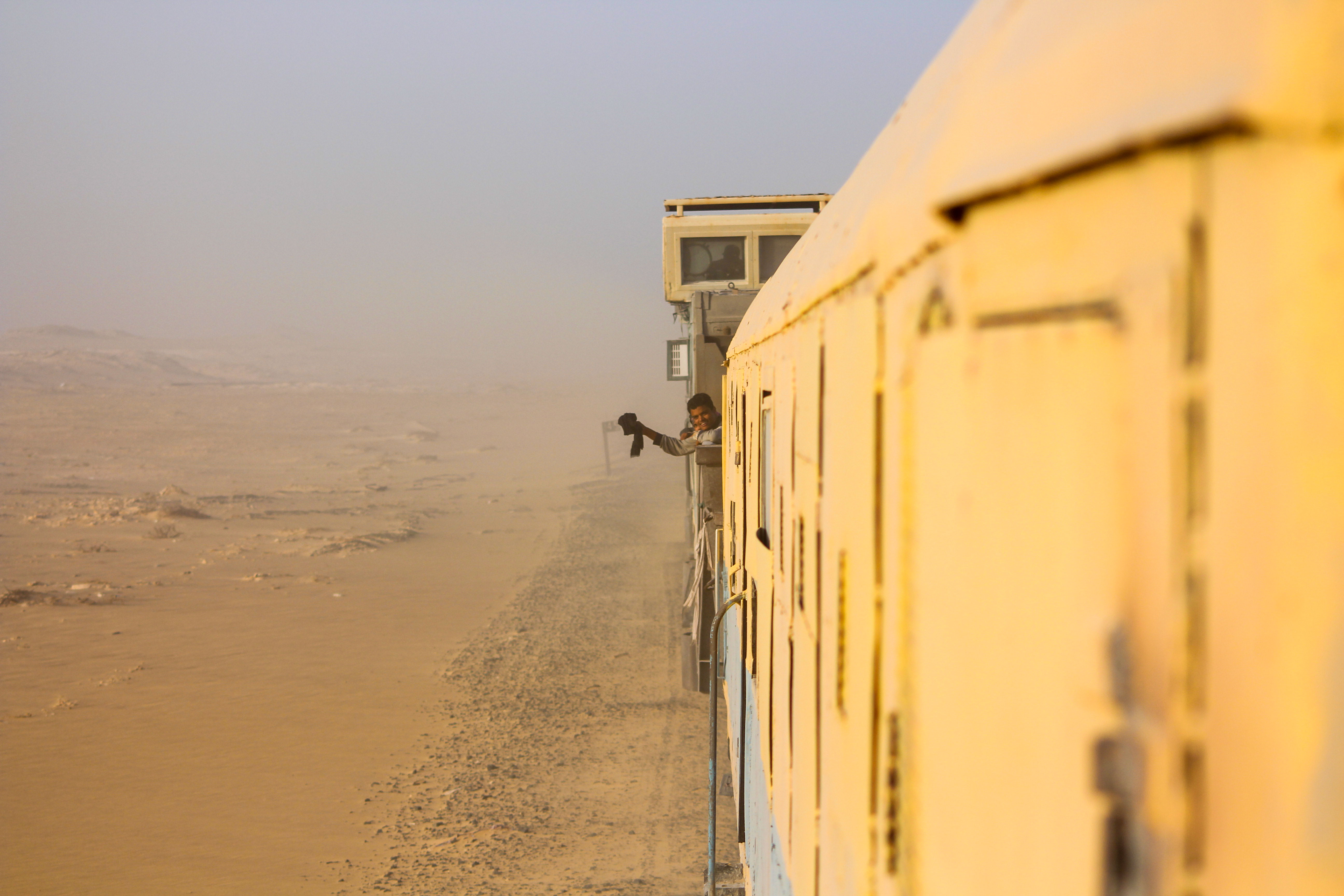
Le train de Mauritanie. Novembre 2020.

En partant de l'océan, en allant d'ouest en est, la voie ferrée suit la frontière entre la Mauritanie et le Sahara occidental, jusqu'à Choum puis remonte vers le nord. Avant 1978, elle traversait la montagne Choum par un tunnel, mais celui-ci est maintenant fermé et le terrain est difficile. Actuellement, elle contourne ce passage en pénétrant sur 5 km dans le territoire du Sahara occidental.

## Exploitation

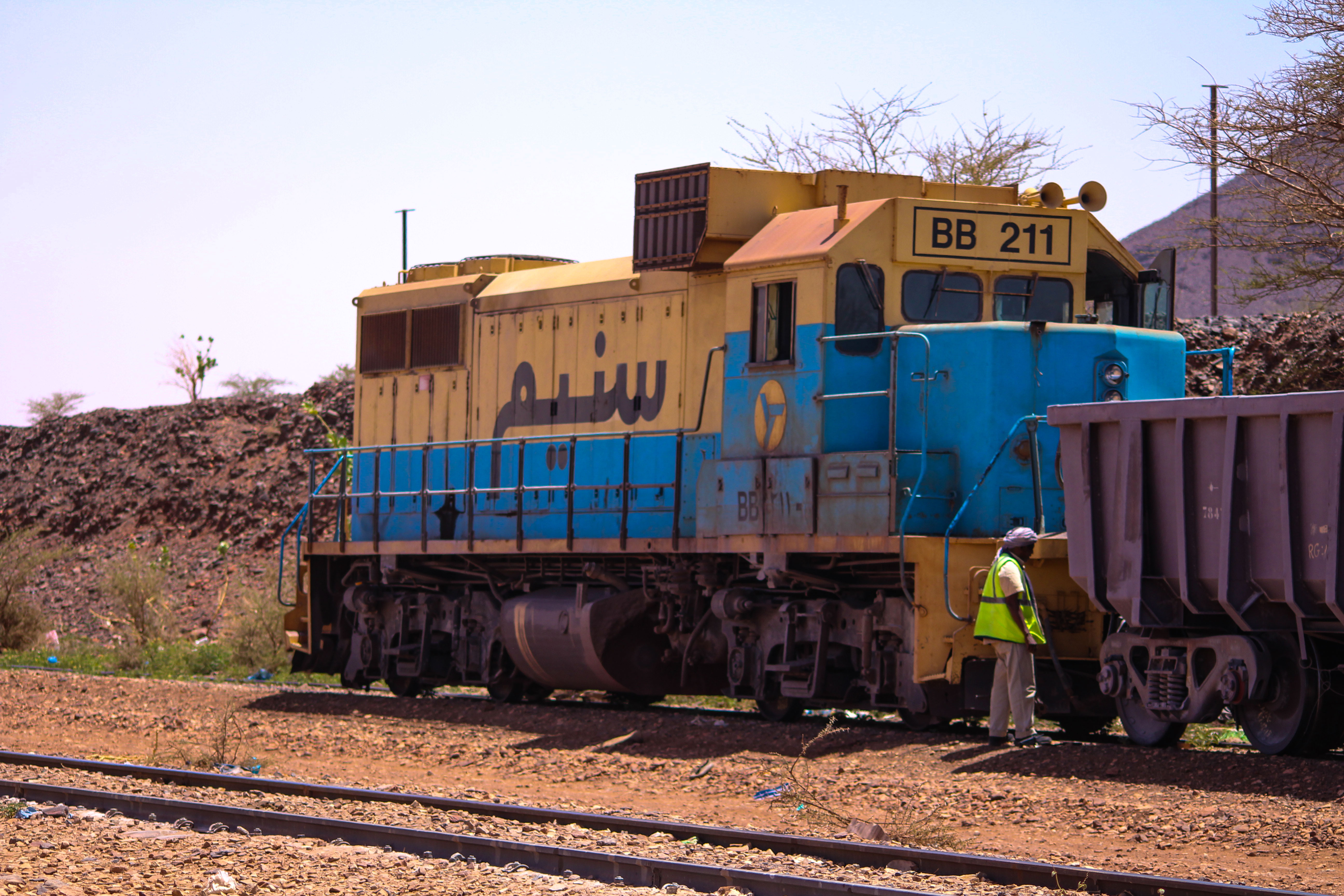
Locomotive d'un train de transport ferroviaire en Mauritanie. Novembre 2020.

Les trains, dont la longueur peut atteindre 2,5 km, sont constitués de 3 ou 4 locomotives diesel-électrique General Motors de 3 300 ch, de 200 à 210 wagons-trémies pour le minerai de fer, d'une charge utile de 84 tonnes, et d'un nombre variable de wagons de service. Six nouvelles locomotives perfectionnées et encore plus puissantes type SD-70-ACS de 4 500 ch construites par EMD (La Grange, Illinois) sont arrivées en 2013 en renfort de l'ancien parc.
Le trafic annuel s'élève à environ 16,6 milliards de tonnes-km.
À certains trains sont attelés des voitures de voyageurs (ainsi que des wagons plats pour le transport des automobiles). Ces services quotidiens sont gérés par une filiale de la SNIM, la société ATTM (Société d'assainissement, de travaux, de transport et de maintenance). Ils desservent notamment la localité de Choum, à 460 km de Nouadhibou.
Une ou deux rames appelées « train du désert » sont régulièrement mises en service entre Choum et Zouerate dans un but touristique. Elles sont en général constituées d'une ou deux voitures de voyageurs, dont un ancien autorail italien à 2 niveaux CFC A2n transformé en voiture climatisée de luxe, remorquées par une des anciennes locomotives diesel CC Alsthom du parc de la SNIM.
Une brigade spéciale existe pour faire traverser le sable d'un côté à l'autre de la voie. Le travail se fait à la pelle. L'importance stratégique de ce chemin de fer exige de le soigner. Les rails sont régulièrement rectifiés (avec une motrice meuleuse) ou remplacés. Recevoir un train si lourd entraîne beaucoup d'usure.